# Алиша Вит
Алиша Роан Вит (енгл. Alicia Roanne Witt; 21. август 1975) је америчка глумица позната по улози детективке Ноле Фалачи у серији Ред и закон: Злочиначке намере.